# Mezzo (isola)
Mezzo o Isola di Mezzo 
(in croato Lopud ) è un'isola della Croazia, nell'arcipelago delle Elafiti, facente parte della Regione raguseo-narentana e quartiere del comune di Ragusa.

## Geografia
Il nome Isola di Mezzo deriva dal fatto che essa si trova tra l'isola di Giuppana (Šipan) e Calamotta (Koločep).
Delle 13 isole, tra grandi e piccole, che compongono l'arcipelago, l'Isola di Mezzo, dopo l'isola di Giuppana è la più grande per estensione e la più sviluppata sotto il profilo turistico.

L'isola è raggiungibile via nave da Ragusa, Valdinoce (Orašac) e Malfi.  L'isola è famosa per le spiagge sabbiose ed in particolare quella a sud di Valle Bisson, Sugn o Sciugn (uvala Šunj).
Mezzo è separata dalla costa dalmata dal canale di Calamotta o Calamota (Koločepski kanal) e si trova di fronte a Cannosa (Trsteno), da cui dista circa 2,5 km. A nord-ovest la Bocca o Porta di Mezzo (Lopudska Vrata) la separa da Giuppana, mentre a sud-est il passaggio Bocca di Calamotta (Koločepska Vrata) la separa dall'omonima isola.
L'isola ha una superficie di 4,38 km², lo sviluppo costiero è di 14,63 km, l'elevazione massima è quella del monte Mezzo (Polačica), 215,6 m s.l.m., che si trova a nord-est, accanto ad esso su un'altura di 179 m, visibile anche da lontano, c'è il cosiddetto Forte Spagnolo (Sutvrac) del 1563, ormai in rovina. Il secondo rilievo dell'isola è il monte Balocovo (Balokovo), 197 m, situato a sud-ovest.
L'isola è caratterizzata da una costa nord-est quasi del tutto lineare e da due ampie baie opposte: la Rada di Mezzo (uvala Lopud) rivolta a nord-ovest, delimitata da punta Benossa o Benesin (Benešin rat), e punta San Michele o della Santissima Trinità (rt Trojica); e Valle Bisson rivolta a sud-est, delimitata da punta Mercica, Mercizza, Morcize o Mereizze (rt Mrčica) e punta Poluga o Polughe (rt Poluge).

### Isole adiacenti
- Giuppana (Šipan), a nord-ovest.
- Ruda, a nord-nord-ovest.
- Calamotta (Koločep), a est-sud-est.
- scoglio San Michele[9][19], Marvich[7] o Marnich[11] (hrid Sutmiho), situato a nord-est di punta San Michele, vicino alla costa; ha un'area di 1043 m²[20] 42°41′54″N 17°56′50″E.
- scogli Scupielli[9][21] o Scupieli[6] (dal greco skupulos, scogli[9]), situati a sud di Valle Bisson:
  - Scupielli grande[21], scoglio Scupielli[12] o scoglio Donzella[7][11] (Veliki Skupio), a sud-est di punta Mercica, a circa 780 m; ha un'area di 2980 m²[20] 42°40′18″N 17°57′54″E.
  - Scupielli piccolo[21] (hrid Mali Skupio), a soli 50 m da punta Mercica; ha un'area di 800 m²[20] 42°40′30″N 17°57′26″E.
- Sant'Andrea (Sveti Andrija), a sud.

## Storia
Già abitata in preistoria (sul castelliere del monte Mezzo furono rinvenute ceramiche illiriche prodotte in loco), la località di Mezzo fu fondata nel IV secolo a.C. da coloni Greci che la chiamarono Delaphodia; i Romani la conquistarono nel II secolo a.C. e le imposero, prima, il nome di Dalafota, poi, Lafota.

Dopo la caduta dell'Impero romano la Dalmazia meridionale, dal Narenta al Drin, passò sotto dominio bizantino.

Tra il 614 e il 615 iniziò l'orda àvaro-slava che raggiunse la costa della Dalmazia. L'imperatore Eraclio chiese aiuto contro di loro ai Serbi bianchi della Lusazia che nell'anno 630 occuparono le terre invase dagli Avari, liberandole. Come ricompensa, Eraclio permise ai Serbi di instaurare principati autonomi governati da un principe (in serbo župan, жупан), comunque, sotto la sovranità bizantina.

L'isola fece quindi parte della Pagania (a differenza della vicina Ragusa parte del thema Dalmatia), poi inglobato nel Gran principato di Rascia.

Nel 1080 venne donata da Silvestro, principe serbo di Rascia, alla Repubblica di Ragusa.
Tra il 1205 al 1358 fu sotto amministrazione veneziana, come il resto della Repubblica ragusea; ritornata indipendente la Repubblica di Ragusa, l'isola ne seguì le sorti fino al 1808 quando venne inglobata per un breve periodo nel Regno d’Italia napoleonico. Ma già nel 1809, col Trattato di Schönbrunn entrò a far parte delle Province Illiriche.

Nell'estate del 1813 il villaggio di Mezzo subì il bombardamento da parte degli Inglesi che ridussero a rovine il Forte Spagnolo (Sutvarac), posto accanto alla cima del monte Mezzo.
Col Congresso di Vienna nel 1815 entrò a far parte per la prima volta dei domini asburgici nel Regno di Dalmazia come comune autonomo.
Dopo la prima guerra mondiale, non facendo parte dei territori della Dalmazia citati nel Patto di Londra, entrò a far parte del neo costituito Regno dei Serbi, Croati e Sloveni.
Dopo la seconda guerra mondiale fece parte della Repubblica Socialista Federale di Jugoslavia; dal 1991 fa parte della Croazia.

### Cartografia
- (HR) Mappa topografica della Croazia 1:25000, su preglednik.arkod.hr. URL consultato il 27 febbraio 2017.
- G. Giani, Carta prospettiva delle Comuni censuarie della Dalmazia, foglio 12, 1839. Fondo Miscellanea cartografica catastale, Archivio di Stato di Trieste.
- Carta di cabottaggio del mare Adriatico, foglio XI, Milano, Istituto geografico militare, 1822-1824. URL consultato il 16 febbraio 2017 (archiviato dall'url originale il 13 aprile 2013).